# Ceriana africana
Ceriana africana är en tvåvingeart som först beskrevs av Hull 1944.  Ceriana africana ingår i släktet griffelblomflugor, och familjen blomflugor.
Artens utbredningsområde är Madagaskar. Inga underarter finns listade i Catalogue of Life.